# Pseudoeurycea mystax
Espèce
Statut de conservation UICN

 EN B1ab(iii) : En danger
Pseudoeurycea mystax est une espèce d'urodèles de la famille des Plethodontidae.

## Répartition
Cette espèce est endémique de l'État d'Oaxaca au Mexique. Elle se rencontre vers 2 100 m d'altitude dans la Sierra Madre del Sur à Ayutla (es).

## Étymologie
Le nom spécifique mystax vient du latin mystax, la moustache, en référence aux protubérances blanchâtres présentes sur les lèvres qui font penser à une moustache.

## Publication originale
- Bogert, 1967 : New salamanders of the plethodontid genus Pseudoeurycea from the Sierra Madre del Sur of Mexico. American Museum Novitates, no 2314, p. 1-27 (texte intégral).